# Pittosporum serpentinum
Pittosporum serpentinum är en tvåhjärtbladig växtart som först beskrevs av De Lange, och fick sitt nu gällande namn av De Lange. Pittosporum serpentinum ingår i släktet Pittosporum och familjen Pittosporaceae. Inga underarter finns listade.